# Ngành kỹ thuật cơ sở hạ tầng
Ngành kỹ thuật cơ sở hạ tầng là một ngành học không mới. Tuy nhiên tại Việt Nam do lịch sử phát triển đô thị trong những năm trước đây không được quan tâm một cách đúng mức dẫn tới sự bất cập trong việc xây dựng và quản lý hệ thống hạ tầng kỹ thuật. Điều này dẫn tới một hệ quả là các Đô thị Việt Nam gần như không có một hệ thống kỹ thuật hạ tầng hoàn chỉnh. Mạng lưới đường thiếu, không mạch lạc gây tắc nghẽn giao thông, khó khăn cho việc mở rộng phát triển. Hệ thống cấp thoát nước không đáp ứng nhu cầu của đô thị, chất lượng thấp đi kèm tỷ lệ thất thoát cao. Điều kiện vệ sinh môi trường thấp, ảnh hưởng không nhỏ tới chất lượng cuộc sống của người dân đô thị,... Cùng với đó là công tác đào tạo kỹ sư hạ tầng chưa được đầu tư, nhân lực trong lĩnh vực này còn rất hạn chế, thậm chí còn bị ngắt quãng thiếu hụt trong thời gian dài.
Do nhu cầu bức thiết của xã hội cần quy hoạch và xây dựng đồng bộ và hiện đại hóa các công trình hạ tầng kỹ thuật. Sau khi tốt nghiệp ngành học này, người đi làm các công việc liên quan đến ngành học được gọi là kỹ sư cơ sở hạ tầng, kỹ sư kỹ thuật đô thị hay kỹ sư đô thị, và được gọi chung với các ngành kỹ thuật xây dựng khác là kỹ sư xây dựng.

## Mục tiêu
Tuy có sự khác nhau (nhưng không lớn) giữa các trường đại học về chương trình học và mục tiêu cụ thể. Tuy nhiên, mục tiêu tổng quát của kỹ thuật cơ sở hạ tầng vẫn là đào tạo đội ngũ kỹ sư chuyên môn có thể thực hiện được công tác quy hoạch và thiết kế mạng lưới hạ tầng kỹ thuật của dự án xây dựng hoặc quy hoạch.
Phạm vi hoạt động của các kỹ sư đô thị có thể bao gồm, nhưng không hạn chế, các nội dung sau:
1. Quy hoạch hệ thống giao thông đô thị: Mạng lưới đường phố; Giao thông công cộng (xe buýt, BRT, tàu điện,...);
2. Quy hoạch chiều cao và thoát nước đô thị;
3. Quy hoạch cấp nước đô thị;
4. Hệ thống xử lý nước cấp, nước thải đô thị và khu công nghiệp;
5. Hệ thống thu gom và xử lý rác thải đô thị và công nghiệp;
6. Hệ thống cung cấp năng lượng (mạng lưới điện đô thị và công nghiệp);
7. Hệ thống thông tin liên lạc;
8. Báo cáo đánh giá tác động môi trường.